# Biserica „Nașterea Maicii Domnului” din Dolna
Biserica „Nașterea Maicii Domnului” este o biserică amplasată în Dolna, raionul Strășeni, Republica Moldova. Este un monument arhitectural de importanță națională inclus în Registrul monumentelor Republicii Moldova ocrotite de stat cu nr. 870 (raionul Nisporeni). Datează din 1852.